# Briton Ferry Floating Dock and Railway
Die Briton Ferry Floating Dock and Railway war eine Eisenbahngesellschaft in Südwales.
Die Gesellschaft wurde am 3. Juli 1851 gegründet, um das von Isambard Kingdom Brunel errichtete Schwimmdock in Briton Ferry an das Eisenbahnnetz anzuschließen.
Die Bahnstrecke schloss an die Strecke der South Wales Railway in Briton Ferry an. Aber der Eröffnung im Jahr 1852 pachtete die Vale of Neath Railway die Gesellschaft.  
Die Great Western Railway übernahm die Gesellschaft am 28. Juli 1873.